# Johanna Rytting Kaneryd
Anna Johanna Rytting Kaneryd, född 12 februari 1997 i Kolsva församling, Västmanlands län, är en svensk professionell fotbollsspelare som för närvarande spelar för Chelsea och Sverige. 

## Klubbkarriär
Rytting Kaneryds moderklubb är Kolsva IF i Kolsva. Sedan spelade hon i Forsby FF. 
Tyresö FF
Under den korta period (2014) då Rytting Kaneryd tillhörde Tyresös damlag som spelade i Damallsvenskan var det händelserikt: laget nådde finalspel i Uefa Women's Champions League 2013/2014, för att sedan i juni samma år försättas i konkurs, vilket ledde till att Rytting Kaneryd och hennes klubbkamrater blev klubblösa.
Älta IF
I juli 2014 värvades Rytting Kaneryd av Älta IF i Elitettan, där hon skrev på ett 1,5-årskontrakt.
Djurgårdens IF
I februari 2016 värvades Rytting Kaneryd av Djurgårdens IF. Hon spelade 22 matcher och gjorde fyra mål under säsongen 2016. På Fotbollsgalan 2016 blev Rytting Kaneryd utsedd till "Årets genombrott".
FC Rosengård
Inför säsongen 2018 värvades Rytting Kaneryd av FC Rosengård och skrev på ett tvåårskontrakt. Samma dag som flytten blev klar så skadade hon korsbandet (tredje gången i karriären) på en träning med Djurgården, vilket gjorde att hon missade hela säsongen 2018 och blev borta över ett år.
Säsongen 2019 fick hon vinna SM-guld med Rosengård. Samma år, i november 2019 förlängde Rytting Kaneryd sitt kontrakt med tre år.
BK Häcken
Efter Rosengård blev det en övergång BK Häcken 2021, men det skulle bli ännu en dramatisk övergång för hon skrev under för Kopparbergs/Göteborg FC. Den 28 januari 2021 bytte laget namn till BK Häcken FF, efter att hela verksamheten anslutits som en dotterförening till Hisingsklubben BK Häcken. Så hon skulle spela för BK Häcken istället. Under sina två säsonger där kom de tvåa i Damallsvenskan. 
Chelsea FC
I augusti 2022 blev Rytting Kaneryd klar för Chelsea FC. Kontraktet sträcker sig över sommaren 2025. Med Chelsea har hon vunnit ligan och ett antal andra titlar. Se under "Utmärkelser" nedan. 
Den 18 december 2024 tilldelades hon Diamantbollen.

## Landslagskarriär
Johanna Rytting Kaneryd ansågs tidigt vara en talang vilket märks i och med att hon togs ut i U17-landslaget som 15-åring. Men debuten i A-landslaget skulle dröja, mycket på grund av de tre allvarliga knäskadorna som höll henne borta från fotbollen långa stunder. Till slut, som 24-åring fick hon debutera i A-landslaget den 19 januari 2021 genom ett inhopp mot Österrike. Första landslagsmålet kom 2022 mot Brasilien (vinst 3–1). Mästerskapsdebut blev det i EM 2022. I VM 2023 tog hon bronsmedalj efter vinst mot Australien. 

## Utmärkelser
Tyresö FF
- UEFA Champions League finalist: 2013–14

Rosengård
- SM-guld: Damallsvenskan 2019

Häcken
- Svenska cupen damer: 2020–2021

Chelsea
- Women's Super League: 2022–23, 2023–24
- Women's FA Cup: 2022–23

Individuellt
- Årets Genombrott: 2016
- WSL Goal of the Month: October 2024
- Diamantbollen: 2024
- Årets Forward: 2024